# Stadio Tre Pini
Lo stadio Tre Pini era uno stadio di Padova, situato in zona Prato della Valle, adiacente al palazzetto dello sport omonimo.

## Storia

La tribuna dello stadio con a fianco i tre pini.

Costruito assieme al Collegio Antonianum dai gesuiti, è stato lo stadio del Petrarca Football Club e del Petrarca Rugby. Quest'ultima ha vinto nell'impianto i suoi primi cinque scudetti.
Era situato a due passi da Prato della Valle all'ombra della chiesa di Santa Giustina. Il suo nome deriva dai  tre pini che erano a bordo campo.
Negli anni cinquanta, in concomitanza con la costruzione del palasport, lo stadio fu ristrutturato e venne costruita un'adeguata tribuna.
Nel maggio 2002, il Collegio Antonianum ha venduto gran parte dei suoi terreni all'orto botanico e l'impianto è stato lasciato in uno stato d'abbandono fino al 2008, anno in cui sono cominciati i lavori di ampliamento dell'orto. Demolito nel 2009, una parte del campo è stata riservata all'ampliamento dell'Orto botanico, mentre la parte di proprietà rimasta ai gesuiti è stata destinata alla costruzione di una scuola religiosa.
In questo impianto sono state girate anche alcune scene del film La lingua del santo.

## Il complesso

Panoramica del Tre Pini.

Il  complesso Tre Pini era formato oltre che dallo Stadio, da un campo da allenamento, da un palasport, da un campo da basket all'aperto, da delle piscine, da un campo da tennis e da una palestra per la scherma.